# 豊中市立豊島北小学校
豊中市立豊島北小学校（とよなかしりつ てしまきたしょうがっこう）は、大阪府豊中市曽根南町二丁目にある公立小学校。

## 沿革
- 1970年4月 - 豊島小学校・中豊島小学校・原田小学校より分離開校。
- 1971年6月 - プール完成、校歌制定。
- 1972年2月 - 体育館完成。

## 通学区域
曽根南町1-3丁目、利倉東1-2丁目、服部寿町4-5丁目、服部西町4-5丁目、服部豊町1-2丁目
卒業後は主に第一中学校に進学する。

## 交通アクセス
- 阪急宝塚本線曽根駅から南へ500m。